# Carlos Borja Centellas y Ponce de León
Carlos de Borja Centellas y Ponce de León, nei testi in italiano chiamato Carlo Borgia (Gandia, 29 aprile 1663 – Madrid, 8 agosto 1733), è stato un cardinale spagnolo, nominato cardinale della Chiesa cattolica da papa Clemente XI.

## Biografia
Nacque a Gandía il 29 aprile 1663, figlio del nono duca di Gandía, Francisco Carlos de Borja y Centellas e di Doña María Ponce de León, nonché fratello minore del cardinale Francisco Antonio de Borja-Centelles y Ponce de Léon (1659-1702). La sua famiglia era un ramo collaterale del più illustre casato dei Borgia di Gandia, per cui Carlos era discendente, seppur non indirettamente, di papa Alessandro VI.
Si laureò in teologia nei collegio di s. Idelfonso dell'Università Complutense, e dopo la laurea fu nominato arcidiacono di Calatrava e canonico nella metropolitana di Toledo. Nel 1706 Clemente XI lo elesse arcivescovo di Trebisonda e poi patriarca delle Indie. Divenne inoltre cappellano di corte ed elemosiniere di Filippo V di Spagna. Papa Clemente XI lo elevò al rango di cardinale nel concistoro del 30 settembre 1720, Cardinale prete di Santa Pudenziana. Giunto a Roma nel 1721 per partecipare al conclave di Innocenzo XIII, trovò già eletto il Pontefice, e fece ritorno definitivamente in Spagna.

## Genealogia episcopale e successione apostolica
La genealogia episcopale è:
- Cardinale Scipione Rebiba
- Cardinale Giulio Antonio Santori
- Cardinale Girolamo Bernerio, O.P.
- Arcivescovo Galeazzo Sanvitale
- Cardinale Ludovico Ludovisi
- Cardinale Luigi Caetani
- Cardinale Ulderico Carpegna
- Cardinale Paluzzo Paluzzi Altieri degli Albertoni
- Cardinale Francesco Acquaviva d'Aragona
- Cardinale Carlos Borja Centellas y Ponce de León

La successione apostolica è:
- Vescovo Bartolomé Cernuda Rico y Piñeros (1713)
- Arcivescovo Luis de Salcedo y Azcona (1713)
- Vescovo Francisco Rodríguez Mendarozqueta y Zárate (1714)
- Vescovo Francisco Olaso Hipenza, O.S.A. (1714)
- Vescovo José Díez Santos de San Pedro (1714)
- Vescovo José Espejo y Cisneros (1714)
- Vescovo Antonio Prado Sandoval y Rojas (1714)
- Vescovo Antonio Monroy y Meneses, O. de M. (1715)
- Vescovo Juan Otálora Bravo de Lagunas (1715)
- Vescovo Antonio Horcasitas y Avellaneda (1715)
- Arcivescovo Felipe Antonio Gil Taboada (1715)
- Vescovo José de Talavera Gómez de Eugenio, O.S.H. (1716)
- Vescovo Francisco José Castillo Albaráñez (1716)
- Vescovo Juan José de Escalona y Calatayud (1717)
- Vescovo Pedro Magaña, O.S.B. (1717)
- Vescovo José Esquivel Castillejos, O.P. (1717)
- Vescovo Bartolomé Camacho Madueño (1720)
- Vescovo Manuel José de Santa María y Salazar (1720)
- Vescovo García Pardiñas Villar de Francos, O. de M. (1720)
- Arcivescovo Domingo Valentín Guerra Arteaga y Leiba (1726)
- Vescovo José García Fernández, O.F.M. (1727)

## Ascendenza
|                                                                                    |                                                       |                                                                                          | Genitori                                                         |  |  | Nonni |  |  | Bisnonni                                                                          |  |  | Trisnonni                                                   |  |
|                                                                                    |                                                       |                                                                                          |                                                                  |  |  |       |  |  | 8. Carlos Francisco de Borja-Centelles y Fernández de Velasco, VII duca di Gandia |  |  | 16. Francisco Tomàs de Borja y Centelles, VI duca di Gandia |  |
|                                                                                    |                                                       |                                                                                          |                                                                  |  |  |       |  |  | 8. Carlos Francisco de Borja-Centelles y Fernández de Velasco, VII duca di Gandia |  |  | 16. Francisco Tomàs de Borja y Centelles, VI duca di Gandia |  |
|                                                                                    |                                                       | 17. Juana Fernández de Velasco y de Aragón                                               |                                                                  |  |  |       |  |  | 8. Carlos Francisco de Borja-Centelles y Fernández de Velasco, VII duca di Gandia |  |  |                                                             |  |
| 4. Francisco Diego Pascual de Borja-Centelles y Doria-Carreto, VIII duca di Gandia |                                                       |                                                                                          |                                                                  |  |  |       |  |  | 8. Carlos Francisco de Borja-Centelles y Fernández de Velasco, VII duca di Gandia |  |  |                                                             |  |
|                                                                                    |                                                       | 9. Artemisia Doria                                                                       | 18. Gianandrea Doria, IV principe di Melfi                       |  |  |       |  |  |                                                                                   |  |  |                                                             |  |
|                                                                                    |                                                       | 9. Artemisia Doria                                                                       | 18. Gianandrea Doria, IV principe di Melfi                       |  |  |       |  |  |                                                                                   |  |  |                                                             |  |
|                                                                                    |                                                       | 9. Artemisia Doria                                                                       | 19. Zenobia del Carretto Doria, III principessa di Melfi         |  |  |       |  |  |                                                                                   |  |  |                                                             |  |
| 2. Francisco Carlos de Borja-Centelles y Doria-Colonna, IX duca di Gandia          |                                                       | 9. Artemisia Doria                                                                       |                                                                  |  |  |       |  |  |                                                                                   |  |  |                                                             |  |
|                                                                                    |                                                       | 10. Andrea II Doria, V principe di Melfi                                                 | 20. Gianandrea Doria, IV principe di Melfi (= 18.)               |  |  |       |  |  |                                                                                   |  |  |                                                             |  |
|                                                                                    |                                                       | 10. Andrea II Doria, V principe di Melfi                                                 | 20. Gianandrea Doria, IV principe di Melfi (= 18.)               |  |  |       |  |  |                                                                                   |  |  |                                                             |  |
|                                                                                    |                                                       | 10. Andrea II Doria, V principe di Melfi                                                 | 21. Zenobia del Carretto Doria, III principessa di Melfi (= 19.) |  |  |       |  |  |                                                                                   |  |  |                                                             |  |
| 5. Artemisia Doria                                                                 |                                                       | 10. Andrea II Doria, V principe di Melfi                                                 |                                                                  |  |  |       |  |  |                                                                                   |  |  |                                                             |  |
|                                                                                    |                                                       | 11. Giovanna Colonna di Paliano                                                          | 22. Fabrizio Colonna di Paliano                                  |  |  |       |  |  |                                                                                   |  |  |                                                             |  |
|                                                                                    |                                                       | 11. Giovanna Colonna di Paliano                                                          | 22. Fabrizio Colonna di Paliano                                  |  |  |       |  |  |                                                                                   |  |  |                                                             |  |
|                                                                                    |                                                       | 11. Giovanna Colonna di Paliano                                                          | 23. Anna Borromeo                                                |  |  |       |  |  |                                                                                   |  |  |                                                             |  |
| 1. Carlos de Borja-Centelles y Ponce de Léon                                       |                                                       | 11. Giovanna Colonna di Paliano                                                          |                                                                  |  |  |       |  |  |                                                                                   |  |  |                                                             |  |
|                                                                                    | 12. Luis Ponce de León y Zúñiga, V marchese di Zahara | 24. Rodrigo Ponce de León y Suárez de Figueroa, III duca di Arcos                        |                                                                  |  |  |       |  |  |                                                                                   |  |  |                                                             |  |
|                                                                                    | 12. Luis Ponce de León y Zúñiga, V marchese di Zahara | 24. Rodrigo Ponce de León y Suárez de Figueroa, III duca di Arcos                        |                                                                  |  |  |       |  |  |                                                                                   |  |  |                                                             |  |
|                                                                                    | 12. Luis Ponce de León y Zúñiga, V marchese di Zahara | 25. Teresa de Zúñiga y Sotomayor                                                         |                                                                  |  |  |       |  |  |                                                                                   |  |  |                                                             |  |
| 6. Rodrigo Ponce de León y Álvarez de Toledo, IV duca di Arcos                     | 12. Luis Ponce de León y Zúñiga, V marchese di Zahara |                                                                                          |                                                                  |  |  |       |  |  |                                                                                   |  |  |                                                             |  |
|                                                                                    |                                                       | 13. Victoria Álvarez de Toledo y López de Mendoza                                        | 26. Pedro Álvarez de Toledo y Colonna, V marchese di Villafranca |  |  |       |  |  |                                                                                   |  |  |                                                             |  |
|                                                                                    |                                                       | 13. Victoria Álvarez de Toledo y López de Mendoza                                        | 26. Pedro Álvarez de Toledo y Colonna, V marchese di Villafranca |  |  |       |  |  |                                                                                   |  |  |                                                             |  |
|                                                                                    |                                                       | 13. Victoria Álvarez de Toledo y López de Mendoza                                        | 27. Elvira López de Mendoza y López de Mendoza                   |  |  |       |  |  |                                                                                   |  |  |                                                             |  |
| 3. María Ana Ponce de León                                                         |                                                       | 13. Victoria Álvarez de Toledo y López de Mendoza                                        |                                                                  |  |  |       |  |  |                                                                                   |  |  |                                                             |  |
|                                                                                    |                                                       | 14. Enrique de Aragón Folch de Cardona y Córdoba, V duca di Segorbe e VI duca di Cardona | 28. Luis Ramón de Aragón Folch de Cardona y Córdoba              |  |  |       |  |  |                                                                                   |  |  |                                                             |  |
|                                                                                    |                                                       | 14. Enrique de Aragón Folch de Cardona y Córdoba, V duca di Segorbe e VI duca di Cardona | 28. Luis Ramón de Aragón Folch de Cardona y Córdoba              |  |  |       |  |  |                                                                                   |  |  |                                                             |  |
|                                                                                    |                                                       | 14. Enrique de Aragón Folch de Cardona y Córdoba, V duca di Segorbe e VI duca di Cardona | 29. Ana Enríquez de Cabrera y Mendoza                            |  |  |       |  |  |                                                                                   |  |  |                                                             |  |
| 7. Ana Francisca de Aragón Folch de Cardona y Fernández de Córdoba                 |                                                       | 14. Enrique de Aragón Folch de Cardona y Córdoba, V duca di Segorbe e VI duca di Cardona |                                                                  |  |  |       |  |  |                                                                                   |  |  |                                                             |  |
|                                                                                    |                                                       | 15. Catalina Fernández de Córdoba y Figueroa                                             | 30. Pedro Fernández de Córdoba y Figueroa                        |  |  |       |  |  |                                                                                   |  |  |                                                             |  |
|                                                                                    |                                                       | 15. Catalina Fernández de Córdoba y Figueroa                                             | 30. Pedro Fernández de Córdoba y Figueroa                        |  |  |       |  |  |                                                                                   |  |  |                                                             |  |
|                                                                                    |                                                       | 15. Catalina Fernández de Córdoba y Figueroa                                             | 31. Juana Enríquez de Ribera y Cortés                            |  |  |       |  |  |                                                                                   |  |  |                                                             |  |
|                                                                                    |                                                       | 15. Catalina Fernández de Córdoba y Figueroa                                             |                                                                  |  |  |       |  |  |                                                                                   |  |  |                                                             |  |